# ボーイズ・オン・ザ・ラン
『ボーイズ・オン・ザ・ラン』は、花沢健吾による日本の漫画。漫画雑誌『ビッグコミックスピリッツ』（小学館）で2005年から2008年6月まで連載された。単行本は小学館ビッグコミックスから全10巻が刊行されている。2010年に映画化される。

## 概要
題名の通り、疾走する一人の男を描いた青年漫画作品。平凡な主人公の青年が残酷で不条理な現実に翻弄されながらもあがき、良くも悪くも人間的な成長を遂げていく物語である。作者曰く、実話を元にして描いたものでもあるという。
男性の読者からの支持は厚く、宝島社発行の『このマンガがすごい!2007・オトコ版』では7位にランクインした。
2月3日にオンエアされた『王様のブランチ』で本作品の特集が放送され、作者自身のインタビューもあった。
2010年には実写映画が公開、2012年にはテレビドラマ化された。

## ストーリー
妄想ばかりの三十路目前である超等身大ダメ男・田西敏行・27歳は玩具を取り扱う会社に勤務している平凡な青年。職場の飲み会で憧れの後輩・植村ちはると初めて話をし、二人の仲は徐々に進展していく。お互いに惹かれ合い、交際寸前になったある日、田西はソープ嬢のしほと部屋に二人きりでいる場面をちはるに目撃されてしまう。ちはるは田西がしほと浮気をしたと思い込み、二人は破局する。
ちはるは同業他社のマンモスの社員である青山貴弘と交際を始める。田西は、青山がちはるのアイデアをそのまま自社の商品にするなどの横暴なふるまいしていることを耳にするが、自分にできることはないと暗い気持ちで仕事に励んでいた。しかし、翌年の新年会でちはるが斉田産業を退職することを知と、田西は浜辺でちはると話し、ちはるが青山に振られたこと、ちはるが青山の子供を妊娠したことを聞かされる。田西はちはるの中絶に付き添い、ちはるを傷つけた青山に復讐することを決意する。
田西は斉田産業に務める経験者の鈴木からボクシングの手ほどきを受け、単身でマンモスに乗り込む。ちはると性行為したことを吹聴する内木を鈴木から伝授された「サラリーマンアッパー」によって昏倒させるも、続く青山との決闘では、カポエラ上級者である青山に一切歯が立たず、完敗する。
そして田西は残酷で不条理な現実の前に翻弄される。

## 登場人物

### 主要キャラ
田西敏行（たにし としゆき）
27歳。斎田産業営業部に所属する、公私共にうだつの上がらない平凡な会社員。家族は、同居している両親と、結婚して独立した兄が居る。異性との交際経験を持たない、いわゆる素人童貞。体型は中肉中背だが、運動不足のため腹が特にたるんでいる。営業として秋葉原を担当しているが、その仕事振りは芳しくなく、先輩から継いだシェアの維持すら出来ないほど。かといってこれといった努力をした事など無く、無為な日々を送っていた。
ちはるに思いを寄せており、ライバル営業・青山の助けを借りて彼女との距離を縮めて行くが、ある失敗がもとでちはるは青山の元へと去って行く。その後青山がちはるを非道なやり方で振った事を知った田西は激怒、青山に「決闘」を申し込む。周囲の協力の下決闘に臨むが結果は惨敗、ちはるにもコケにされ、徹底的な屈辱を味わう。
会社に迷惑をかけたけじめを取るため退社した田西は、半年のひきこもり生活の後、一念発起しようと行った韓国旅行でかつて試合を見たことのあるボクサー・吉良と再会。帰国した後吉良を訪問しようと訪れた櫻田ボクシングジムで、ジャージ姿の美少女・花（ハナ）に出会い一目惚れ。ジムへの入門を決意する。
慣れない練習に苦しむ日々のさなか、親友となった吉良が試合で初勝利、興奮のあまり勢いでハナに告白。意外にもOKの返事をもらい、ハナとの交際が始まる。
大巌花（おおいわ はな）
櫻田ジムのトレーナー。ただしトレーナー業はジムの屋上に住まわせてもらっている家賃代わりであり、本職は美術系のヌードモデル。実戦（女子ボクシングではなくストリートファイトだが）においてもかなりの使い手である。金髪に染めた長髪と赤いジャージ姿がトレードマークで、彼女目当ての入門者（田西もその一人）が後を絶たないほどの美女。13歳の時、高熱が原因で聴覚を失う。耳が不自由だが、中途失聴者であるため流暢に言葉を話せたり、音痴ながら歌を歌う事も出来る。下ネタにも平然と付き合うなどあっけらかんとした性格。理不尽な暴力や言いがかりを見ると放って置けない性質で、そのような相手に喧嘩を吹っかける事もしばしばあり、田西とちはるに絡むチンピラを退治した事もある。また、吉良の試合時にはセコンドに付いていた。その後、ジムで田西と再会。気が動転するとパンチを繰り出す癖がある。普段はジャージのおかげで目立たないが、実は結構巨乳である。
既婚者で、夫である源とは別居状態である。源との関係にけじめをつけるため田西の告白を受け入れる。その時の「だんながい（る）…」という発言は、浮かれる田西の耳には入らなかった。あつや率いるチンピラ一味との対決を経て田西との仲は深まるが、既婚者である事が田西の知れる所となる。源とは別れるつもりだと言っても田西は納得せず、その仲は険悪になる。
植村ちはる（うえむら ちはる）
斎田産業企画部所属で、唯一の若手女性社員。23歳。長野県出身。容姿はショートカットで童顔、人懐っこい笑顔と八重歯がチャームポイントの、仕事熱心で明るく誰にでも優しい快活な女性。斉田産業の看板娘的存在である。企画屋としては主に下ネタを題材にした企画を手がけるが、それは大手がやらないニッチを狙う戦略的な意図があり、彼女の仕事熱心さがうかがえる。また、業界最大手のマンモスに対してもシェアの差を省みずライバル心を燃やすなど、負けず嫌いな性格でもある。好物はビールで、社内でも酒豪で知られている。弁当作りが趣味だが、味付けがしょっぱい。
一時は田西の熱心なアタックに心が傾きかけるが、しほが引き起こしたある事件が原因で疎遠に。その隙にアプローチをかけてきた青山と交際を始める。物語当初の段階では処女だったが、その処女は青山に捧げたようである。だが交際を始めて3ヵ月後、彼女の企画がマンモスに流れ、それが大ヒットしたことが原因で退社を余儀なくされ、さらに青山との子を妊娠させられた挙句捨てられる（ちなみに、別れる口実に歯並びの悪さを指摘されたため、歯の矯正を始めている）。それを知り、激怒した田西は青山に決闘を申し込むが、彼女はそれを望まず、田西の唯一の切り札"サラリーマンアッパー"の手口を青山に密告。それが原因で田西は敗北する。さらに青山の後輩・内木とも寝た事、ベッドでの性癖や田西に対する陰口も暴露され、ついには決闘による怪我を押して見送りに来た田西に対し真顔で青山の安否を尋ねた事で、とうとう田西からも愛想を尽かされ、失意の内に故郷の長野へと去る。
その後、デザインの勉強をやり直すため地元の美大に入学。学校に通うかたわら実家の居酒屋を手伝っている。その学校にヌードデッサンのモデルとしてやってきたハナの案内役を務め、彼女と親しくなる。
だが、東京での経験の影響かリストカットが癖になり、更には大学の講師や同級生らと手当たり次第に肉体関係を持ち、そのペニスのサイズを影で笑うなど、かつての屈託の無さは完全に失われていた。そしてハナを追って長野にやってきた田西を誘惑、その事をハナにばらし、田西とハナとの関係を壊す。
このように物語当初のヒロイン的地位から転落の一途をたどって行く彼女だが、作者は当初から彼女をヒロインとしては位置付けておらず、ある種のアンチヒロインとしてこき下ろす意図があったという趣旨の発言をしている。その傾向は、ハナが長野へ出張に赴くエピソードにおいていっそう拍車がかかっている。

### 斎田産業
総社員数十数人のガチャガチャメーカー。職場は和気藹々としてる模様。
斎田（さいだ）
斎田産業社長。寡黙だが、人柄の良さで部下からは慕われている様子。電話で青山に決闘を申し込む田西に対して挑発する青山に「田西は首にはさせません。思う存分やってもらいます」と後押しを。
鈴木（すずき）
斎田産業社員。常に酔っ払っており頼りないが、実はボクシングに精通しており、必殺の奇襲戦法"サラリーマンアッパー"を田西に伝授することになる。パンチドランカーで有り、それが理由で妻に逃げられ、現在は高校生の娘と2人暮らし。
吉久拓児（よしひさ たくじ）
田西の同僚であり悪友。元ヤンキー。20話で結婚。
田中（たなか）
田西たちの先輩にあたる独身社員。田中邦衛にそっくり。麻雀が好き。
矢島（やじま）
田西たちの後輩。小太りで口が悪い。ちはるの退社後、ちはるの引き継ぎに。
轟（とどろき）
田西たちの後輩。「元板前」というあだ名で呼ばれており、その名の通りの来歴を持つ。常に眠そうな顔で「めんどくさい」が口癖。田西が退社する際、その後を引き継ぐ。

### マンモス
玩具業界最大手企業。ガチャガチャの部門においてもシェアをほぼ独占している。モデルはバンダイ。玩具業界最大手、という点のみならず建物や付近の風景（「駒形どぜう」など）も酷似している。
青山貴博（あおやま たかひろ）
ガチャガチャメーカー最大手「マンモス」のイケメン社員。営業マン。表向きは気さくで爽やかな紳士的人物。
田西と意気投合し懇意になり、田西とちはるの仲を近づける手助けをする。しかし、それは表向きであり、裏ではちはるを奪い取ろうと考え動いていた。ちはるがある事件によって田西との仲をこじらせた隙に接近、交際を始める。だが当の青山にとってちはるとは遊びの関係に過ぎず、わずか3ヶ月で振った後、避妊無しでのセックスを続けた結果ちはるを妊娠させたにもかかわらず、それに対し詫びの一言も無く、堕胎手術の金を払うだけで全てを片付けようとした。そのことに立腹した田西から「決闘」を申し込まれる。決闘においては特技のカポエイラで田西を圧倒、さらにちはるの痴態を暴露し、田西の人生を「うすっぺら」と断ずるなど、田西に様々な屈辱を与えた末､無傷で完勝する。
その後、大西と吉良の試合を観戦しに来た際に偶然田西と再会。だが青山はUCと大腸癌を発症しており、投薬治療の副作用と人工肛門によって変わり果てた姿となっていた。田西への悪態と自嘲を交えて自らの境遇を語る彼に、田西は「完治した後で自分と再戦しろ」と涙を流して叫ぶが、それを尻目に最後まで悪態をつきながら去って行った。田西と再会した際は本性を現すかのように終始自虐的であった。その回を最後に劇中からも退場した。
長谷川茜（はせがわ あかね）
青山の同僚で恋人。知的な感じの美女。本人曰く「一応本命」との事。田西とちはるとは、ビアガーデンでのダブルデートで面識を持つ。
ちはるが堕胎手術を受けた日、青山本人はやって来ず、彼女に手術費を持って来させた。その事を腹に据えかねていたのか「負け知らずの青山に敗北を味わわせて欲しい」と田西に願う。
内木（ないき）
青山が他部署に異動した際、その後を引き継いだ新入社員。本人曰く「うちきじゃなくてないきです」らしい。「今時の若者」。青山とはよくつるんで遊びに行く仲である。
その縁で、ちはるから青山との事について相談を持ちかけられ、そのついでに彼女と肉体関係を持つが、その事を知り激怒した田西によって"サラリーマンアッパー"の餌食となる。
蒼山（あおやま）
営業部課長。女子社員曰く「小太りの方のあおやま」。上司の命令により、田西と青山の決闘に立ち会う。
大西洋平（おおにし ようへい）
吉良と試合をする事になる社員。遊び半分でプロテストを受け合格、記念に一度だけ試合を行う。

### 櫻田ボクシングジム
東京・練馬にあるボクシングジム。モデルは、同じく練馬にある斉田ボクシングジム。
吉良たけし（きら たけし）
28歳。大阪出身でハゲ頭のボクサー。階級はバンタム級。戦績は4戦1勝（1KO）3敗（第64話時点）。デビュー戦を観戦しに来ていた田西に、青山との決戦に臨む勇気を与える。ハナに惚れていたが振られ、傷心旅行先の韓国で田西と再会、意気投合。田西に自身が所属する櫻田ボクシングジムを紹介する。なお、田西と再開する間に、デビュー戦を含め3連敗している。その後、大西との試合で念願の初勝利。
作者の友人である漫画家・きらたかしがモデルとなっている。
大巌源（おおいわ　げん）
かつて櫻田ジムに所属していた元ボクサー。階級はライト級で、元日本ランキング3位。ハナがボクシングの道に入るきっかけとなった人物。のちにハナと結婚する。当初は夫婦仲も良かったが、引退後は身を持ち崩し失踪する。
安藤龍（あんどう りゅう）
櫻田ジムに入門するはずだったボクサーの卵。「練馬の天才」と呼ばれるほどの逸材だったが、入門予定日に「武勇伝」を作ろうと起こした暴力沙汰によって、入門話はご破算となる。その日の夜、ジムを通りかかった田西に不良たちから狩り取ったベルトを預け、何処かへと去る。自分の才能に微塵も疑いを持たない自信家。後にあつや一味の用心棒となり、ハナや田西と対決する。
会長
ジムの会長。吉良の言葉によると、かなりおっかない人物のようである。昔気質でうるさ型。株が趣味。
宍戸修（ししど しゅう）
ジムに通う無愛想な小学生。通称シューマイ。手話が使える。ハナにとっては音声会話の通訳係。世界チャンプになり、ハナと一緒にジムを継ぐのが夢。吉良がハナへの通訳を頼んだ際報酬を要求したり、田西に"先輩"と呼ばせたりと、会長とハナ以外の大人に対しては非常に態度が横柄である。学校でいじめを受けていた。

### その他
しほ
ちはるが住むアパートの隣室に暮らしている、姉御肌でヤンキー気質のソープ嬢。口が悪く悪戯好きだが、根は友人思いの善人。
本人に悪気は無いのだが、田西とある事件を引き起こし、折角うまくいきかけてた田西とちはるとの仲を結果的に壊してしまい、その後の運命を大きく狂わせてしまう。
まゆみ
美人局の小太りの女性。田西とテレクラで出会うも、その容姿に引いた田西に怒り、夜の池袋を追い掛け回す。その後、ホテルでちはるを連れた田西に再会、かーくんを嗾け2人を脅迫する。
かーくん
まゆみの恋人のヤクザ。まゆみに嗾けられ田西を脅迫するボクシングの使い手。通りかかったハナと戦うも敗北。
あつや
池袋を根城にするチンピラ。妻子あり。居酒屋で店員に因縁をつけていた所をハナに咎められ、復讐のため田西共々ハナを拉致する。
田西の父、田西の母
典型的なサラリーマンと専業主婦。田西の事を厳しくも暖かく見守る。

## サブタイトル
単行本に準じる。また、49話で一旦区切りとなり、50話からは新展開になる。
1. ハッピー・バースデー
2. 植村ちはる
3. アブラゼミ
4. 走れメロス
5. 軍師
6. ビアガーデン
7. 貧打戦
8. トロロの攻防
9. ごめんなさい
10. 馬鹿だなあ
11. 覚醒
12. ナプキン
13. 鬼子母神
14. ビューティフル・サンデー
15. 39℃
16. 花街
17. ふう
18. すっぴん
19. カタストロフィー
20. 乾杯
21. 八重歯だった
22. 歩行者天国
23. 雪やこんこん
24. 傍観者たち
25. 冬の海
26. たけなわ
27. つなみ
28. 大人ですから
29. 宣戦布告
30. 果たし状
31. 酔いどれ天使
32. サブウェイ
33. 後楽園ホール
34. あんたが大将
35. 4回戦ボーイ
36. 土下座
37. オンナゴコロ
38. 真昼の決闘
39. しょっぱい
40. 決めるのは誰だ
41. オトコマエ
42. バンテージ
43. ご挨拶
44. 駒形代理戦争
45. 悪い女
46. カポエリスト
47. マウント
48. 夢のあと
49. あさま533号
50. オーパルパル
51. ワノルドン
52. カンバック
53. 高架下
54. 櫻田ボクシングジム
55. 君の名は
56. ゆれる
57. 安藤龍
58. 筆談
59. ヘヴィー
60. 180秒
61. マス
62. ゴング
63. あの男
64. 三匹
65. 夜のしじま
66. タッチ
67. ストイック
68. セオリー
69. チン
70. ドライブ
71. おもちゃ
72. ランドリー
73. 帰ってきた男
74. K.O
75. 廃墟
76. 主人公
77. 田西炎上
78. ラスボス
79. 狂気一丁
80. 家に帰ろ
81. お見舞い
82. TSUNAMI
83. 激情ターミナル
84. 長野のひと
85. クロッキー
86. その時、歴史は動いた
87. あなたが好き
88. けんかをやめて
89. ためらい傷
90. ご休憩
91. 帰京
92. ジム再訪
93. ゼロ
94. ゲームオーバー
95. 火花
96. ごめんなさい
97. 大回転男
98. 直談判
99. 30万の女
100. 愛と拳と福沢諭吉
101. 声なき悲鳴
102. 国語
103. サンチュに巻いてね
104. 未練
105. 信じろ
106. 放課後
107. トライアングル
108. せんべいコーヒーウーロン茶
109. 戦争しましょう
110. 変態老人・佐渡島先生
111. 松濤からの脱出
112. クソ意地
113. ボクシング
114. マイボーイ
115. 虹を見たかい？

## 単行本情報
- 花沢健吾 『ボーイズ・オン・ザ・ラン』 小学館〈ビッグコミックス〉、全10巻 定価：各530円（税込み） 判型：B6判
  - 第1巻 2005年11月30日発行 ISBN 4-09-187305-7
  - 第2巻 2006年3月30日発行 ISBN 4-09-180215-X
  - 第3巻 2006年6月30日発行 ISBN 4-09-180406-3
  - 第4巻 2006年9月29日発行 ISBN 4-09-180709-7
  - 第5巻 2007年1月30日発行 ISBN 978-4-09-181056-4
  - 第6巻 2007年6月04日発行 ISBN 978-4-09-181195-0
  - 第7巻 2007年9月04日発行 ISBN 978-4-09-181429-6
  - 第8巻 2007年12月31日発行 ISBN 978-4-09-181568-2
  - 第9巻 2008年4月26日発行 ISBN 978-4-09-181858-4
  - 第10巻 2008年6月30日発行 ISBN 978-4-09-182049-5

## 映画
2010年1月30日公開。主人公：田西敏行を演じるのは、『アイデン&ティティ』・『少年メリケンサック』・『色即ぜねれいしょん』にも出演した、ロックバンド銀杏BOYZの峯田和伸。原作の大ファンであることを公言する峯田は、本作のために主題歌「ボーイズ・オン・ザ・ラン」を書き下ろした。
監督は劇団「ポツドール」を主宰する三浦大輔。三浦は商業映画では本作が初メガホンとなるが、過去には溝口真希子と共同で監督を務めた映画『はつこい』で、2003年「第25回ぴあフィルムフェスティバル」の審査員特別賞を受賞している。
配給はファントム・フィルム。

### キャスト
- 田西敏行 - 峯田和伸[2]
- 植村ちはる - 黒川芽以[3]
- しほ - YOU
- 青山貴博 - 松田龍平
- 鈴木 - 小林薫[4]
- 斎田産業社長 - リリー・フランキー
- 田中 - でんでん
- 吉久拓児 - 渋川清彦
- 矢野 - 尾上寛之
- 迎賓館店長 - 米村亮太朗
- 長谷川茜 - 大谷英子
- 内木 - 遠藤雄弥
- 赤いジャージの女 - 岡村多加江
- マンモス部長 - 岩松了
- 田西の母 - 新海百合子

### スタッフ
- 監督・脚本 - 三浦大輔
- プロデューサー - 政岡保宏、澤岳司、遠藤日登思
- アシスタントプロデューサー - 中野美穂子
- 協力プロデューサー - 祷映
- 主題歌 - 銀杏BOYZ「ボーイズ・オン・ザ・ラン」
- 製作 - ボーイズ・オン・ザ・ラン製作委員会（アミューズソフトエンタテインメント、ティー・ワイ・オー、小学館、ファントム・フィルム、バンタン映画映像学院、モンスター☆ウルトラ）
- 制作プロダクション - モンスター☆ウルトラ
- 配給 - ファントム・フィルム

## テレビドラマ
2012年7月6日から9月7日まで毎週金曜日23:15 - 翌0:15に、テレビ朝日系の「金曜ナイトドラマ」枠で放送された。主演は丸山隆平。丸山は本作が連続ドラマ初主演。

### キャスト（テレビドラマ）

#### 主要人物
田西敏行〈27〉
演 - 丸山隆平（関ジャニ∞）
ガチャポン製造会社「斎田産業」営業部社員。自分にとって不利益なことが起きても、直ぐ弱腰になり、男らしく主張出来ないでいる。現在まで一度も女性と付き合った経験もなく、緊張する場面になるとお腹を下し、散々な人生を歩んできた。
大厳花
演 - 平愛梨
旧姓：桃井。櫻田ボクシングジムでトレーナーをしながら、「ガールズキュアーズモデル事務所」に所属し、コスプレモデルとして活動している。田西と出会い頭にぶつかり、服装が似ていたまゆみと勘違いされたことから知り合う。
植村ちはる〈23〉
演 - 南明奈
「斎田産業」企画部社員。男性社員が多い社内でマドンナ的な扱いを受けている。
青山貴博
演 - 斎藤工
ガチャポン界最大手の「マンモス」で働くエリート営業部社員。一見爽やかな好青年で、高嶺の花であるちはると付き合いたいと思っている田西に的確なアドバイスを送り、応援しているように見えるが、裏では田西を裏切るような行為をしていた。後に難病を患い、抜けた髪に車椅子という原作ほどでないにせよ変わり果てた姿となる。最終回で一時危篤状態になるが懸命な治療により全快して主人公に面会する。
しほ
演 - 佐藤江梨子
ちはるが住むアパートの隣人。なにかと田西の味方となり、アドバイスなどをしてくれる、よき姉貴分。風俗でお金を稼ぎ生活している。

#### 斎田産業（テレビドラマ）
吉久拓児
演 - 敦士
営業部社員、田西の親友。田西とはアダルトなビデオを貸し借りする仲である。
田中
演 - デビット伊東
営業部長。田西の上司。
斎田
演 - モロ師岡
社長。非常におとなしい性格をしている。決めセリフは「ない」。
鈴木貫一
演 - 陣内孝則
元ボクサー。パンチドランカーに陥り、ボクシングを辞める。朝から社内で酒を飲み、特に仕事をしている気配もない。それなのに、他の社員から反発も注意を受けることがない不思議な営業部社員。

#### 櫻田ボクシングジム（テレビドラマ）
安藤龍
演 - 上田竜也（KAT-TUN）
会長がジムに呼び寄せた天才ボクサー。リング外で暴力沙汰を起こし、ボクシングのライセンスを剥奪されてしまう。失踪後、闇金業者で用心棒として働いている。
宍戸修
演 - 浦上晟周（青年期：鈴木達也）
ジムに通う小学生ボクサーで花に好意を持ち慕っている。家庭内暴力を行う父親と暮らす粗悪な環境からいじめの対象にされ、小学校の担任からも罵倒されている。
櫻田
演 - 山田明郷
会長。練習生の指導は花に任せっきりで、自分は株取引に没頭している。

#### その他（テレビドラマ）
長谷川茜
演 - 臼田あさ美
「マンモス」宣伝部社員。
田西正子
演 - 浅田美代子（特別出演）
敏行の母親。なるべく早く自立して欲しいと息子に毎度、同じことを説教している。
田西一雄
演 - 徳井優
敏行の父親。声を荒らげることもなく、温厚な性格である。
大巌源
演 - RED RICE（湘南乃風 / 第6 - 最終話）
花の旦那。櫻田ボクシングジム所属元ボクサー。2年前、花と一緒に暮らしていた家を飛び出してからは音信不通で妻と一度も会っていない。失踪前に赤いジャージを花にプレゼントする。
宍戸秀彦
演 - 宇梶剛士（第7 - 最終話）
修の父親。息子の修を虐待し、子供の金を盗んでまでギャンブルに走る最低な親。

#### ゲスト

##### 第1話
まゆみ
演 - 繭Co.（第2話にも出演）
田西がテレフォンクラブで知り合う体格のよい女性。自分に全く興味を示さない田西に激高する。
かーくん
演 - 薬師寺保栄（第2話にも出演）
まゆみの彼氏。彼女と関係を持ち、その際にひどい仕打ちをしたと勘違いし、田西に暴行をはたらく。
吉久律子
演 - 麻里奈
拓児の妻。

##### 第4話
吉良たけし
演 - 松浦慎一郎（第5話にも出演）
龍とスパーリング形式で試合し、その勝負に負けたことが切っ掛けでボクサーとしての自信を無くし引退する。
内木大樹
演 - 千代将太（第5話にも出演）
マンモス営業部第二課。ヒット商品「48手ちゃん」を開発した青山の昇進に伴い、彼の営業先を引き継ぐ。

##### 第8話
小林貴子
演 - 宮澤美保
秀彦の家庭内暴力から逃げるように息子を捨て家を出ていく。現在は再婚し、幸せな家庭を築いている理由から前夫との子供である修とは会えないと涙ながらに話す。
佐渡島影樹
演 - 半海一晃
画家。花にヌードモデルを依頼し、薬を飲まして暴行しようとした。
大塚健太
演 - 片桐仁
「日本交通」所属のタクシー運転手。田西、花、修を家族だと勘違いする。車内の何気ない会話の中で「家族」という言葉から田西にある決意をさせる。

##### 最終話
櫻田ジム練習生
演 - 花沢健吾
しほの元彼
演 - ほんこん
報道キャスター
演 - 市川寛子（テレビ朝日アナウンサー）
刑務官
演 - 横山裕（関ジャニ∞ / 友情出演）

### スタッフ（テレビドラマ）
- 原作 - 花沢健吾「ボーイズ・オン・ザ・ラン」（小学館・ビッグスピリッツコミックス刊）
- 脚本 - 高橋悠也
- 音楽 - 海田庄吾
- 演出 - 常廣丈太（テレビ朝日）、唐木希浩（5年D組）、日暮謙（5年D組）
- 主題歌 - 関ジャニ∞「あおっぱな」（インペリアルレコード）[8]
- 演出補 - 伊藤彰記、秋山貴人、木村修、鈴木舞
- タイトルバック・ティザー - 熊本直樹、阪本親則
- 音響効果 - 岩崎晋介
- CG - 田崎正一（NAKED INC.）
- 特殊メイク - 梅沢壮一、岩倉知伸（ソイチウム）
- ボクシングアクション指導 - 梅津正彦、佐藤修
- カポエィラ指導 - 須田竜太（カポエィラ・テンポ）
- 手話指導 - 手話あいらんど
- 医療監修 - 中澤暁雄
- 擬闘 - 栗原直樹
- ゼネラルプロデューサー - 内山聖子（テレビ朝日）
- プロデューサー - 中込卓也（テレビ朝日）、山田兼司（テレビ朝日）、太田雅晴（5年D組）
- ラインプロデューサー - 田上リサ
- AP - 西原宗実
- 制作協力 - 5年D組
- 制作 - テレビ朝日

### 放送日程
| 各話                                                          | 放送日  | サブタイトル     | サブタイトル                          | 演出     | 視聴率 |
| ------------------------------------------------------------- | ------- | ---------------- | ------------------------------------- | -------- | ------ |
| episode#1                                                     | 7月06日 | Happy Birthday   | 27歳女性経験ゼロ! 超ダメ男に恋の奇跡  | 常廣丈太 | 7.5%   |
| episode#2                                                     | 7月13日 | 乾杯             | 美女が密室の誘惑!! 純愛ヘタレの大逆転 | 唐木希浩 | 5.4%   |
| episode#3                                                     | 7月27日 | 宣戦布告         | 最愛の人を守るんだ ぶん殴りに伺います | 唐木希浩 | 7.3%   |
| episode#4                                                     | 8月03日 | 真昼の決闘       | 勝ち組最低男を倒せ 恋の大逆転おこる!? | 常廣丈太 | 3.9%   |
| episode#5                                                     | 8月10日 | あなたが好き     | 28歳⋯初めての彼女 死んでも守りますッ  | 常廣丈太 | 4.1%   |
| episode#6                                                     | 8月17日 | 悪い女           | 私より幸せはありえない⋯悪い女、襲来   | 唐木希浩 | 6.1%   |
| episode#7                                                     | 8月24日 | 帰ってきた男     | 離婚の条件100万円 旦那には負けないッ  | 日暮謙   | 6.4%   |
| episode#8                                                     | 8月31日 | 愛と拳と福沢諭吉 | 田西、最後の戦い!! 捨て身のプロポーズ | 常廣丈太 | 5.7%   |
| last episode                                                  | 9月07日 | ラストラン       | 涙のラストラン!! 俺たちは家族だーッ   | 常廣丈太 | 6.3%   |
| 平均視聴率 5.9%（視聴率はビデオリサーチ調べ、関東地区・世帯） |         |                  |                                       |          |        |

- 7月20日は、全英オープンゴルフのため休止。
- 8月10、17日は『熱闘甲子園』放送のため30分繰り下げられ23:45放送開始。

| テレビ朝日系 金曜ナイトドラマ                 | テレビ朝日系 金曜ナイトドラマ                    | テレビ朝日系 金曜ナイトドラマ       |
| 前番組                                        | 番組名                                           | 次番組                              |
| --------------------------------------------- | ------------------------------------------------ | ----------------------------------- |
| 都市伝説の女 (Part1) （2012.4.13 - 2012.6.8） | ボーイズ・オン・ザ・ラン （2012.7.6 - 2012.9.7） | 匿名探偵 （2012.10.12 - 2012.12.7） |